# DISA
 For alternative betydninger, se DISA (flertydig). (Se også artikler, som begynder med DISA)
DISA Industries A/S er en dansk industrivirksomhed, der producerer udstyr og maskiner til støbning og formning af metalprodukter. 
Historien begyndte  i 1900 (som Compagnie Madsen A/S), der har produceret mange forskellige metalprodukter.
Firmaets oprindelige hovedprodukt var det luftkølede Madsen-maskingevær og firmaet fik derfra navnet Dansk Rekyl Riffel Syndikat A/S. I 1936 blev navnet Dansk Industri Syndikat A/S, men i folkemunde hed firmaet stadig Riffelsyndikatet. 
DISA udvikler og fremstiller i dag et stort udvalg af løsninger til metalstøbning inden for både jern- og ikke-jernholdige (aluminium, bronze og stål) støberiindustrier. DISA har, med udgangspunkt i sin mangeårige erfaring, viden og evne for innovativ produktudvikling, opnået en markant position på markedet for formstøbningsmaskiner. DISA's maskiner er i dag globalt repræsenteret i jernstøberibranchen.
DISA er en del af Norican Global, der har ca. 1.900 ansatte i 60 lande på 5 kontinenter. I 2024 har mere end 10.000 støberier i 100 lande, en støberiløsning leveret af et Norican Group selskab.

## Historie

### Compagnie Madsen A/S og A.P. Møller
V.H.O. Madsen konstruerede i 1879 (sammen med rustmester Alexander Bjarnov) det luftkølede, rekylrepeterende maskingevær, som kom til at få Madsens navn. I år 1900 stiftedes Compagnie Madsen A/S, som skulle producere geværet på fabrikken i Københavns Frihavn.
I 1930 overtog A.P. Møller en aktiepost i “A/S Dansk Rekylriffel Syndikat” svarende til 15 % af den samlede aktiekapital. I løbet af de følgende år udvidede A.P. Møller sin aktiepost til 31.6 % og blev hermed den største aktionær. I 2006 blev navnet Dansk Rekylriffel Syndikat A/S solgt fra og overført fra DISA i CVR registret til Scantoy International Aps. Dette firma er siden gået konkurs.

### Dansk Industri Syndikat A/S
Da Danmark var besat under 2. verdenskrig blev fabrikken anvendt til produktion af våben. Den 10. maj 1943 blev Riffelsyndikatet udsat for en sabotageaktion. Det førte til en henvendelse fra A.P. Møller til Erik Seidenfaden, Politikens korrespondent i Stockholm, som blev bedt om at »give London besked på at bringe sabotagen til ophør«. Den 22. juni 1944 blev Riffelsyndikatet ikke desto mindre igen udsat for sabotage. Modstandsgruppen BOPA havde i samarbejde med 3 vagter besat fabrikken og brugte dernæst i alt 400 kg sprængstof til at sprænge den. Det er den største mængde sprængstof anvendt ved en sabotageaktion i Danmark. 
Riffelsyndikatet kom aldrig for alvor i gang med produktionen igen og Mærskselskaberne A/S Dampskibsselskabet Svendborg og Dampskibsselskabet af 1912 A/S overtog aktiemajoriteten i Dansk Industri Syndikat A/S (DISA) i 1959.
I 1960 købte DISA et patent af Aage Jeppesen, en dansk professor ved Danmarks Tekniske Højskole. Dette startede udviklingen af en enestående teknologi til automatisk fremstilling af kasseløse, vertikale sandforme. Siden 1964 har DISA fremstillet automatiske formlinier, såkaldte DISAMATIC, der revolutionerede støberiverdenen ved at muliggøre massefremstilling af jern og metalstøbegods til blandt andet automobil- maskin- og byggeindustri.
I perioden mellem 1985 og 2000 erhvervede DISA en række europæiske firmaer, der alle var specialister i fremstilling af støberiudstyr. Dette gjorde at virksomheden udviklede sig til et internationalt selskab, der blev verdens største producent af støberiudrustning.